# Francesc Xavier Moya García
Francesc Xavier Moya García (Barcelona, 23 de novembre de 1967 - Barcelona, 7 d'octubre de 2023), conegut simplement com a Xavi Moya, fou un boxejador català, campió del món de full contact i kung fu.

## Trajectòria
Es proclamà campió d'Europa (1990) i del món (1991) de kung fu. Guanyà la medalla de bronze als Campionats d'Espanya de taekwondo (1989). Com a boxejador fou en tres ocasions campió d'Espanya de pes mitjà i fou campió de Catalunya amateur. A més fou campió d'Europa i del món de full-contact professional i de kick-boxing. L'any 2009 rebé el Premi President Companys atorgat per la Plataforma Pro Seleccions Esportives Catalanes per la seva la defensa de les seleccions esportives catalanes i la seva participació en el primer espot televisiu en favor de l'oficialitat de les seleccions on hi participaren els sis capitans. Feia vida al barri del Clot.
Va morir d'accident de moto el 7 d'octubre de 2023.

## Palmarès[5]
Boxa
- 3 Campionat d'Espanya pes mitjà
- 1 Campionat de Catalunya amateur
- 1 Campionat Intercontinental IBF
- 1 Campionat del Món TWBA

Kung Fu
- 1 Campionat d'Europa: 1990
- 1 Campionat del Món: 1991

Full Contact
- 9 Campionat del Món (2 WKA, 4 WKN, 3 WKL Kick Boxing)
- 7 Campionat d'Europa (3 ISKA, 3 WKA, 1 WKN)

Arts marcials mixtes (MMA)
- 1 Campionat d'Espanya de Vale Tudo